# Феномен множественного невежества
Феномен множественного (или плюралистического) невежества — в социальной психологии ситуация, при которой большинство членов группы отвергают какую-либо норму, не высказывая это открыто, но при этом каждый из несогласных ошибочно полагает, что большинство остальных членов группы эту норму поддерживают, и, исходя из представления о единичности своего несогласия, начинаются поддерживать эту норму тоже. Это также описывается выражением: «никто не верит, но каждый думает, что все верят». Вкратце, множественное невежество — это заблуждение относительно социальной группы, поддерживаемое социальной группой.
Множественное невежество может объяснить эффект свидетеля при чрезвычайных происшествиях. Если никто из присутствующих не действует, то свидетели полагают, что другие считают вмешательство неправильным, и, таким образом, убеждают себя отказаться от помощи пострадавшим.

## Исследования
Психологи Дебора Прентис и Дейл Миллер обнаружили, что частные уровни принятия ситуации с потреблением алкогольных напитков в колледже были намного ниже, чем уровень, воспринимаемый как общепринятый. В случае мужчин они обнаружили смещение частных оценок в сторону этой полученной нормы в форме когнитивного диссонанса. У женщин, с другой стороны, обнаружилось увеличенное чувство отчуждения, но не обнаружилось смещение оценки, подобной мужской, вероятно из-за того, что нормы, относящиеся к потреблению алкоголя, имеют намного бо́льшее значение для мужчин, чем для женщин. Исследование показало, что такое множественное невежество преследует не только тех, кто позволяет себе, но и тех, кто воздерживается: от азартных игр, курения, алкоголизма, а также для тех, кто придерживается вегетарианства. Впоследствии Миллер обнаружил, что множественное невежество может быть вызвано структурой, лежащей в основе общества социальной сети, а не когнитивным диссонансом.
Теорию множественного невежества изучал также Флойд Генри Олпорт со своими учениками Дэниелом Кацем и Ричардом Шанком. Он проводил исследования расовых стереотипов и предрассудков в их динамике, и его поиск связей между индивидуальной психологией и социальными системами помог заложить основы организационной психологии.
Немецкий политолог Элизабет Ноэль-Нойман в своей теории спирали молчания утверждала, что к плюралистическому невежеству приводит предвзятость в СМИ.

## Примеры
- Плюралистическое невежество обвиняли в обострении расовой сегрегации в Соединённых Штатах.[8]
- Другой случай плюралистического невежества касается пьянства в университетских городках в тех странах, где это принято. Студенческие вечеринки с употреблением алкоголя случаются как по выходным и праздникам, так и вечерами после занятий. Широкое распространение пьянства в кампусе и нежелание студентов выказывать какие-либо признаки озабоченности или неодобрения порождают множественное невежество: студентам представляется, что чрезмерное употребление алкоголя неприятно только им самим, и естественно для их товарищей[9].
- Наиболее ярким литературным примером плюралистического невежества является сказка Ханса Кристиана Андерсена «Новое платье короля». В этой сказке два мошенника пришли в королевство и убедили короля, что они могут сшить лучшую одежду на свете, но увидеть её может только тот, кто не глуп. Мошенники разворовывали золото, шелк и другие драгоценности для своего «уникального творения». Из страха, что их сочтут глупыми, все слуги короля и горожане помалкивали о том, что они не видят нового платья короля, пока, наконец, маленький ребёнок не крикнул, что король — голый. И тотчас король и горожане признали, что короля обманули, никакого прекрасного платья никогда и в помине не было.
- Множественное невежество также ответственно за то, что подавляющее большинство населения хранит молчание по поводу изменения климата. Та часть американской и британской общественности, которая обеспокоена изменением климата, считает, что находится в меньшинстве, не отдавая себе отчёта в том, что она является «твердым большинством».[10] Полагают, что отрасли, интенсивно загрязняющие окружающую среду, способствовали такой недооценке уровня общественной поддержки климатических решений.[11] Например, в США реальная общественная поддержка «платы за загрязнение» очень значительна,[12][13] но не воспринимается таковой в общественном сознании[11].
- Ещё один пример плюралистического невежества — представления мужчин о нормах мужественности. Большинство мужчин студенческого возраста испытывают неловкость, когда товарищи «хвастаются сексуальными подвигами во всех подробностях» в их присутствии, но полагают, что они в числе стыдливого меньшинства. Точно так же они недооценивают стремление других быть уверенными в согласии с половым партнёром. Этот «конфликт ролей» может иметь печальные последствия для физического и психического здоровья мужчин, а также для общества.[9]
- Согласно исследованию 2020 года, подавляющее большинство молодых женатых мужчин в Саудовской Аравии поддерживают стремление женщин работать вне дома, но не выражают своих убеждений публично и недопонимают, как много подобных им мужчин солидарны с ними. Как только они узнают о широкомасштабном характере поддержки, они все чаще помогают своим женам найти работу.[14]

В сериале Netflix «Деррен Браун: Толчок» исследуются некоторые аспекты этих концепций.

## Последствия
С плюралистическим невежеством связан широкий спектр пагубных последствий. Жертвы плюралистического невежества считают себя девиантными членами своей группы: менее образованными, чем их одноклассники, более зажатыми и скованными, чем их сверстники, менее деятельными и компетентными, чем их коллеги (см. эффект Даннинга-Крюгера, англ. Dunning-Kruger effect, оказывающий противоположное действие). Результатом может стать недооценка себя и отчуждение от группы или институции, частью которых они являются. Более того, плюралистическое невежество приводит к тому, что группы воспроизводят политику и методы, давно потерявшие широкую поддержку: студенты колледжей продолжают пьянствовать, корпорации настаивают на неудачных стратегиях, а правительства упорствуют в непопулярной внешней политике. В то же время это мешает группам предпринимать действия, полезные в долгосрочной перспективе: от активного разрешения чрезвычайных ситуаций до установления личных отношений.
Множественное невежество, как и любое другое, можно преодолеть с помощью образования. К примеру, студенты, которые осознают, что чрезмерное употребление алкоголя не пользуется массовой поддержкой, пьют меньше и не испытывают затруднений, чтобы принять решение не пить вовсе. Эта стратегия стала общепринятой в борьбе с алкоголем в кампусах.
Множественное невежество может быть противопоставлено эффекту ложного консенсуса (англ. false consensus effect). При плюралистическом невежестве люди в частном порядке презирают, но публично поддерживают норму (или убеждение), в то время как эффект ложного консенсуса заставляет людей ошибочно полагать, что большинство людей думают так же, как они, в то время как на самом деле большинство людей думают не так, как они (и выражают несогласие открыто). Например, плюралистическое невежество может подтолкнуть студента к чрезмерному употреблению спиртного, потому что он считает, что это делают все остальные. На самом деле все остальные также хотели бы избежать пьянства, но никто не выражает этого из страха подвергнуться остракизму.
Ложный консенсус в этом примере проявился бы в том, что малопьющий студент так же заблуждается по поводу отношения других к алкоголю. Но в этом случае он считает, что большинство других людей не одобряют чрезмерного употребления алкоголя, тогда как на самом деле большинство других людей наслаждаются этим и открыто выражают свое мнение по этому поводу.
В анкетировании студентов Стэнфордского университета, проведённом Грином, Хаусом и Россом с целью исследования эффекта ложного консенсуса, использовались простые косвенные вопросы. Студентов спрашивали о выборе, который, по их мнению, люди сделают или должны сделать, учитывая такие черты характера, как застенчивость, готовность к сотрудничеству, доверие и предприимчивость. Исследования показали, что обосновывая свои решения участники исходили из своих представлений о «людях в целом» и «типичных» ответах. В каждом случае те испытуемые, которые говорили, что они лично будут следовать данной поведенческой альтернативе, были склонны оценивать её как относительно вероятную для «людей в целом»; те же испытуемые, которые утверждали, что они отклонят альтернативу, как правило, оценивали её как относительно маловероятную для «людей в целом». Было очевидно, что собственный выбор поведения испытуемых оказывает влияние на оценку того, до какой степени такой выбор является общепринятым. Хотя может показаться, что оба явления опираются на одни и те же предпосылки социальных норм, они занимают прямо противоположные позиции. Эффект ложного консенсуса предполагает, что люди прогнозируют результат исходя из допущения, что массы согласны с их мнением и думают так же, как они, тогда как для плюралистического невежества верно противоположное: индивид не согласен с теми или иными действиями, но все равно идёт на них, полагая, что его точка зрения не разделяется массами (что обычно неверно).